# 泊 (單位)
泊（poise，按法語發音爲/pwaz/，縮寫 P）是黏度單位。常用百分之一的量度，即釐泊（cP）， 1 P = 1 g·s-1·cm-1。按照國際單位制，黏度單位爲 Pa·s = kg·m-1·s-1，因此，1 Pa·s = 10 P = 1000 cP。
泊的命名來源於法國物理學家讓·路易·馬利·普瓦澤伊（Jean Louis Marie Poiseuille）。